# Don Revie
Donald George "Don" Revie (Middlesbrough, 10. srpnja 1927. – Edinburgh, 26. svibnja 1989.), engleski nogomet trener i nogometaš.
Bio je nogometni igrač Leicester Cityja, Hull Cityja, Sunderlanda, Manchester Cityja i Leeds Uniteda. Igrao je na poziciji napadača. Imao je trenersku karijeru, a najveće uspjehe je postigao s Leeds Unitedom u razdoblju od 1961 do 1974, uz to vodio je Englesku reprezentaciju od 1974 do 1977.

## Trofeji

### Igrač
Manchester City
- FA kup
  - Pobjednici 1956.

### Trener
Leeds United

#### Domaći trofeji
- Football League First Division
  - Prvak 1968-69, 1973-74
  - Drugoplasirani 1964-65, 1965-66, 1969-70, 1970-71, 1971-72

- Football League Second Division
  - Prvak 1963-64

- FA kup
  - Prvak 1972.
  - Finalist 1965., 1970., 1973.

- Liga kup
  - Prvak 1968.

- FA Community Shield
  - Prvak 1969

#### Europski trofeji
- Kup velesajamskih gradova
  - Pobjednici 1968., 1971.
  - Finalist 1967
  - Kup velesajamskih gradova (1971) - finalisti
    - (odlučemo tko je zadržati trofej natjecanja koje će zamijeniti Kup UEFA)

- Kup pobjednika kupova
  - Finalisti 1973.

## Trenerska statistika
| Momčad       | Nac | Od          | Do          | Rezultati | Rezultati | Rezultati | Rezultati | Rezultati |
| Momčad       | Nac | Od          | Do          | S         | P         | R         | I         | Pob %     |
| ------------ | --- | ----------- | ----------- | --------- | --------- | --------- | --------- | --------- |
| Leeds United |     | ožujka 1961 | srpnja 1974 | 699       | 365       | 144       | 190       | 52.2      |
| Engleska     |     | srpnja 1974 | 1977        | 29        | 14        | 7         | 8         | 48.3      |
| UAE          |     | 1977        | 1980        |           |           |           |           |           |
| Al-Nasr      |     | 1980        |             |           |           |           |           |           |
| Al-Ahly      |     | 1984        |             |           |           |           |           |           |

## Vanjske poveznice
- Intervju Dona Reviea i Brian Clough iz 1974 na ITV Local Yorkshire
- Engleska nogometna Kuća slavnih
- Don Revieva trenerska statistika iz Leeds Uniteda